# Форштадт
Форшта́дт (нім. Vorstadt, дос. «переднє місто», «передгороддя») — термін, яким позначається населена територія, іноді укріплена, розташована поза межами фортеці чи дитинця. Також цим терміном позначають поселення, наближені до міста, але не вхожі до нього — передмістя, посади. Часто формувався за професійною або соціальною ознакою мешканців. Іноді вживається як синонім слободи.
Вживається також як самостійний топонім.